# Vera Valdor
Vera Valdor (født Vera Rose Streletskie den 20. februar 1918 i Stockholm) er en svensk skuespillerinde.

## Udvalgt filmografi
- Ungdom av idag (1935)
- Flickorna på Uppåkra (1936)
- Janssons frestelse (1936)
- Pappas pojke (1937)
- Beredskapspojkar (1940)
- Karl för sin hatt (1940)
- Uppåt igen (1941)
- Kvinnor i fångenskap (1943)
- ... och alla dessa kvinnor (1944)
- Harald Handfaste (1946)
- Pappa sökes (1947)